# سيسيليا هيدالغو تابيا
سيسيليا هيدالغو تابيا (بالإسبانية: Cecilia Hidalgo Tapia)‏ هي كيميائية وعالمة كيمياء حيوية تشيلية، ولدت في 1941.